# Kabinett Paschinjan III
Das dritte Kabinett unter Premierminister Paschinjan ist die gegenwärtige Regierung der Republik Armenien seit ihrer Formierung im August 2021. Nach dem Wahlsieg der erstmals ohne Wahlbündnis angetretenen Partei Zivilvertrag (vormals im Bündnis der Mein-Schritt-Allianz) von Nikol Paschinjan bei der vorgezogenen Parlamentswahl in Armenien 2021 wurde Paschinjan von Präsident Armen Sarkissjan erneut zum Premierminister ernannt. Er wurde so mit der Regierungsbildung beauftragt. Der für Armenien und dessen Verbündeten, die international nicht anerkannte Republik Arzach, verlustreich ausgegangene Krieg um Bergkarabach 2020 hatte politische Instabilität mit anhaltenden Protesten der außerparlamentarischen und Teilen der parlamentarischen Opposition zur Folge, die schließlich dazu führte, die Wahl zur Nationalversammlung zum wiederholten Mal vorzuziehen.

## Zusammensetzung

### Premierminister
|  | Amt             |  | Name             | Partei       |
|  | --------------- |  | ---------------- | ------------ |
|  | Premierminister |  | Nikol Paschinjan | Zivilvertrag |

### Minister
|  | Amt                                                      |  | Name | Partei |
|  | -------------------------------------------------------- |  | --- | --- |
|  | Vize-Premierminister (Nr. 1)                             |  | Hambardsum Matewosjan (bis 12. Dezember 2022) Tigran Chatschatrjan (ab 19. Dezember 2022)                                                                                       | Matewosjan: Zivilvertrag / Chatschatrjan: parteilos                                                       |
|  | Vize-Premierminister (Nr. 2)                             |  | Mher Grigorjan | parteilos                                                                                                 |
|  | Außenminister                                            |  | Ararat Mirsojan | Zivilvertrag                                                                                              |
|  | Umweltminister                                           |  | Romanos Petrosjan (bis 9. Dezember 2021) Hakob Simidjan (ab 10. Dezember 2021)                                                                                                  | beide Zivilvertrag                                                                                        |
|  | Minister(in) für Bildung, Wissenschaft, Kultur und Sport |  | Wahram Dumanjan (bis 12. Dezember 2022) Zhanna Andreasjan (ab 13. Dezember 2022)                                                                                                | beide parteilos                                                                                           |
|  | Wirtschaftsminister                                      |  | Wahan Kerobjan | parteilos                                                                                                 |
|  | Gesundheitsministerin                                    |  | Anahit Awanesjan | parteilos                                                                                                 |
|  | Verteidigungsminister                                    |  | Arschak Karapetjan (3. August bis 15. November 2021) Suren Papikjan (ab 15. November 2021)                                                                                      | Karapetjan: parteilos / Papikjan: Zivilvertrag                                                            |
|  | Innenminister (Ministerium geschaffen im Januar 2023)    |  | Wahe Ghasarjan | parteilos                                                                                                 |
|  | Justizminister                                           |  | Karen Andreasjan (bis 5. Oktober 2022) Grigor Minasjan (ab 26. Dezember 2022)                                                                                                   | beide parteilos                                                                                           |
|  | Minister für Arbeit und Soziales                         |  | Narek Mkrtschjan | Zivilvertrag                                                                                              |
|  | Minister für Gebietsverwaltung und Infrastruktur         |  | Gnel Sanosjan | Zivilvertrag                                                                                              |
|  | Minister für Hochtechnologische Industrie                |  | Wahagn Chatschaturjan (bis zur Vereidigung als Staatspräsident am 13. März 2022) Robert Chatschatrjan (27. April 2022 bis 29. Dez. 2023) Mchitar Hairapetjan (ab 29. Dez. 2023) | Chatschaturjan als Unabhängiger (Mitglied von HAK) / Chatschatrjan: parteilos / Hairapetjan: Zivilvertrag |
|  | Katastrophenschutzminister                               |  | Andranik Pilojan (bis 1. April 2022) Armen Pambuchtschjan (ab 12. April 2022)                                                                                                   | Pilojan: parteilos / Pambuchtschjan: Zivilvertrag                                                         |
|  | Finanzminister                                           |  | Tigran Chatschatrjan (bis 18. Dezember 2022) Wahe Howhannisjan (ab 20. Dezember 2022)                                                                                           | Chatschatrjan: parteilos / Howhannisjan: Zivilvertrag                                                     |

Quelle: Regierungswebsite der Republik Armenien